# Kanna Arihara
Kanna Arihara (有原 栞菜 Arihara Kanna?,  Yokohama, Prefectura de Kanagawa, Japón, 15 de junio de 1993), conocida profesionalmente como Kanna (栞菜?), es una ex-cantante, actriz y modelo japonesa. Arihara comenzó su carrera como aprendiz del proyecto idol Hello! Project, y más tarde debutó como miembro del grupo femenino °C-ute en 2006. Después de abandonar el grupo en 2009, Arihara se ha dedicado principalmente a modelar y actuar.

## Biografía

### 2004-2009: °C-ute
Arihara nació el 15 de junio de 1993 en la ciudad de Yokohama, prefectura de Kanagawa. En 2004, se unió a Hello! Project como parte de Hello Pro Egg. Más adelante pasó a ser miembro de Tomoiki Ki wo Uetai, pero luego se graduó del grupo y fue colocada en °C-ute en enero de 2006, cuando contaba con apenas trece años de edad.
El 26 de febrero de 2009, Hello! Project anunció que Arihara estaba teniendo dificultades para presentarse en el escenario debido a que padecía de un juanete, y que estaría ausente de las actividades del proyecto y grupo mientras recibía el tratamiento adecuado. Durante su hiatus, Hello! Project anunció en julio que Arihara había decidido abandonar el grupo y que no regresaría en el futuro. Arihara expresó que se sentía cansada de su vida como idol y que deseaba volver a ser una joven normal, aunque también se sospechó que la causa de su partida se debió a un escándalo que había salido a la luz casi un año antes, en el cual Arihara fue vista en una cita con Ryōsuke Hashimoto, un miembro de Johnny & Associates.

### 2010-presente: Modelaje y actuación
Arihara regresó a la atención pública a principios de 2010, cuando Erika Umeda reveló en su blog que todavía estaban en contacto con la otra. En mayo, Arihara abrió su propio blog oficial. En junio, se reveló que Arihara había firmado un contrato con Blue Rose, una agencia de talentos y modelaje. Poco después, Arihara abandonó Blue Rose y firmó con Toki Entertainment. 
Desde el 6 de enero hasta el 11 de enero de 2016, Arihara actuó en el proyecto Quantum Dolls como "Mayumi Asamiya", junto a su antigua compañera de Hello! Project, Maasa Sudo.

## Vida personal
En 2008, el número de septiembre de la revista sensacionalista BUBKA informó que Arihara había tenido una cita en un cine con el idol Ryōsuke Hashimoto, un miembro de Johnny & Associates. Esto afectó su imagen pública, puesto que poco después de la publicación, durante un evento de apretón de manos de °C-ute algunos fanáticos se negaron a estrechar la mano de Arihara, lo que provocó que esta comenzará a llorar en medio del evento. El sitio web Excite vinculó este evento con la repentina partida de Arihara de °C-ute.